# Prefektura Ilirii

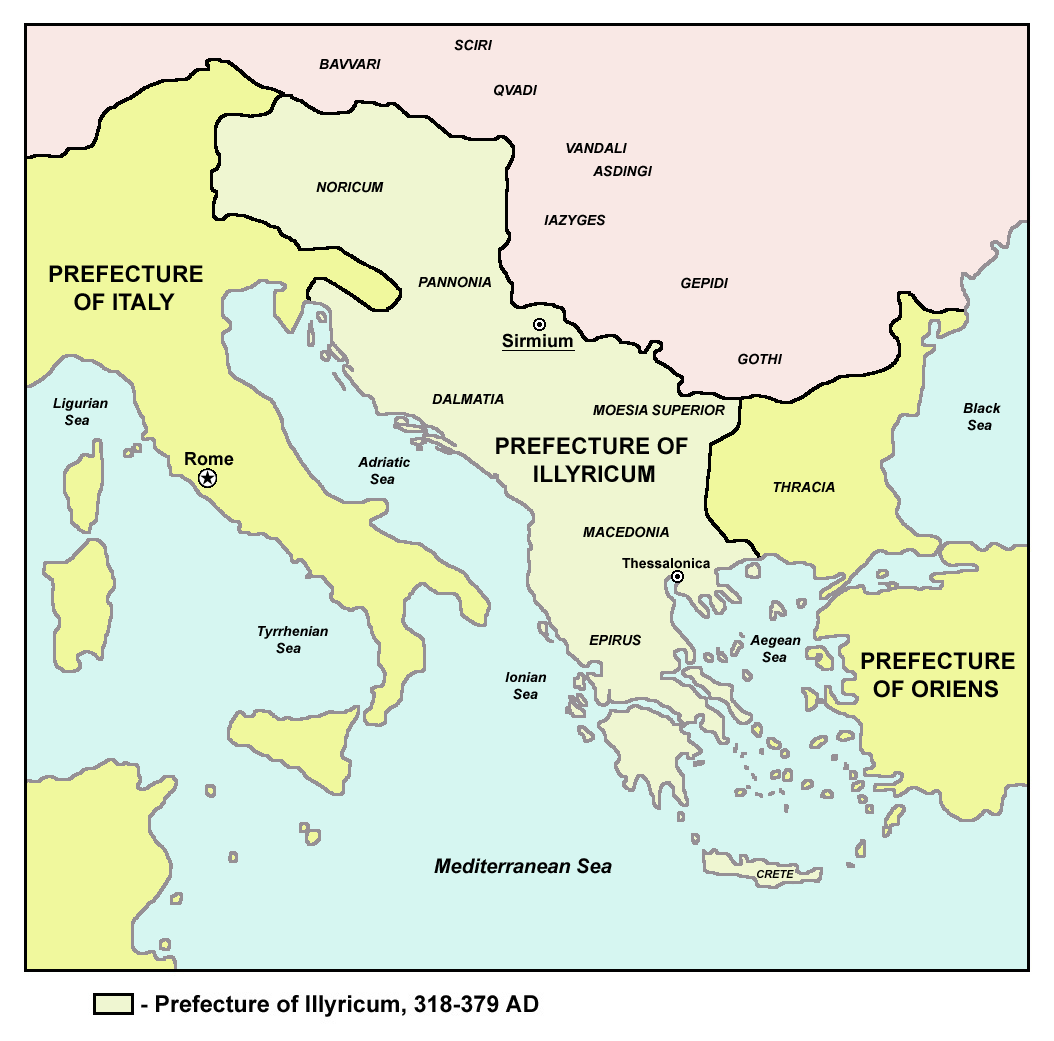
Prefektura Illyricum w kształcie początkowym

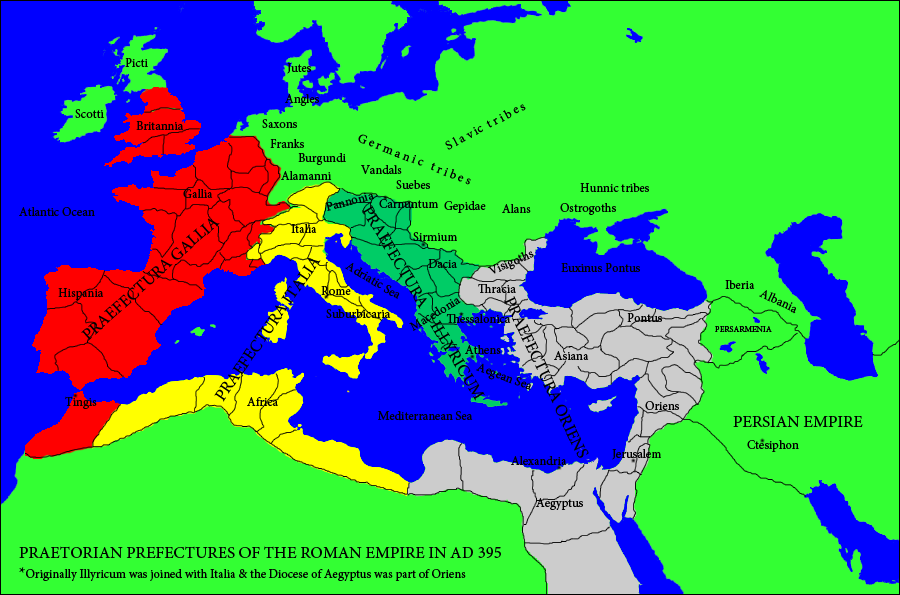
Prefektury, diecezje i prowincje rzymskie w latach 375-379 n.e.

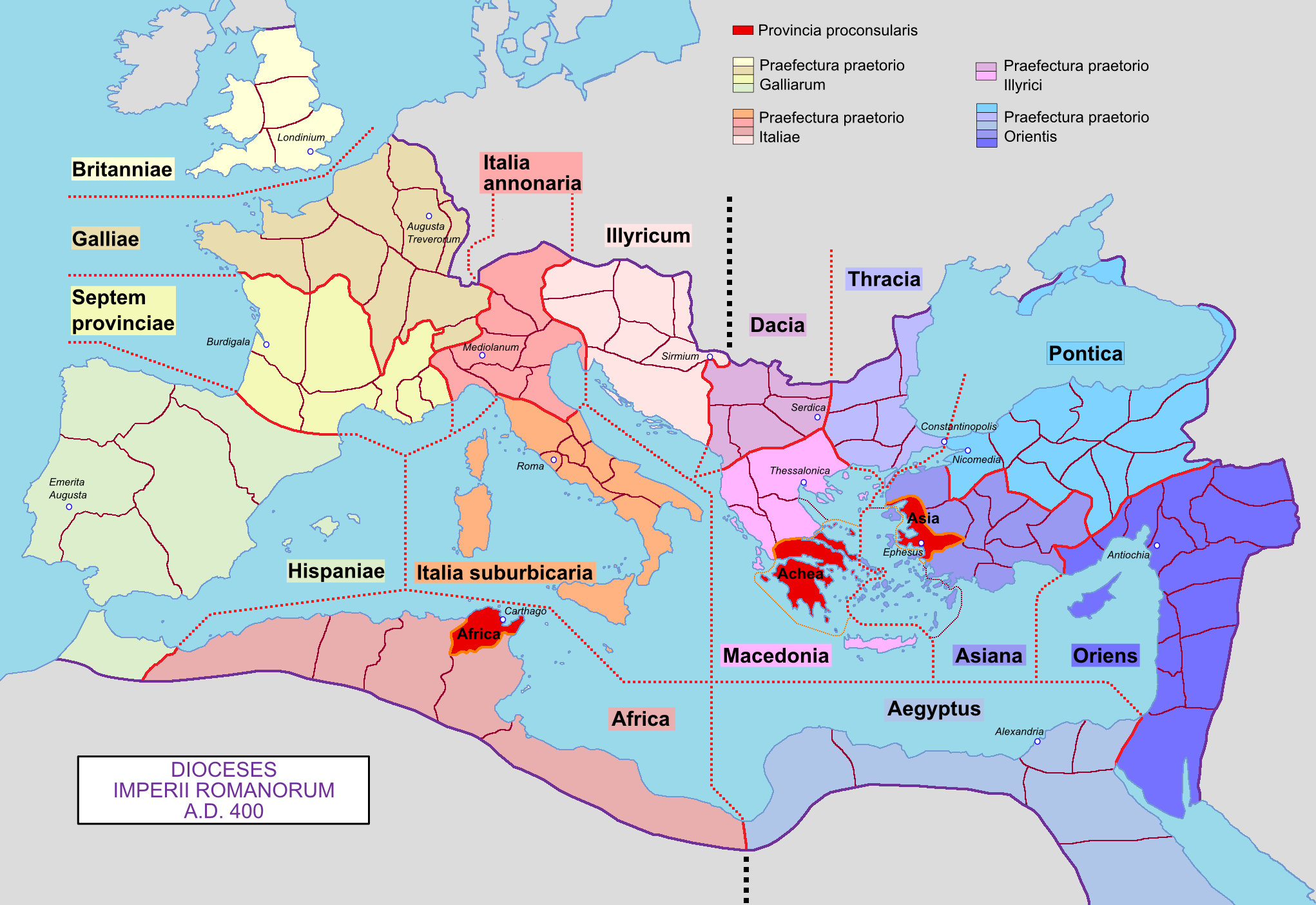
Prefektury, diecezje i prowincje rzymskie w roku 400 n.e.

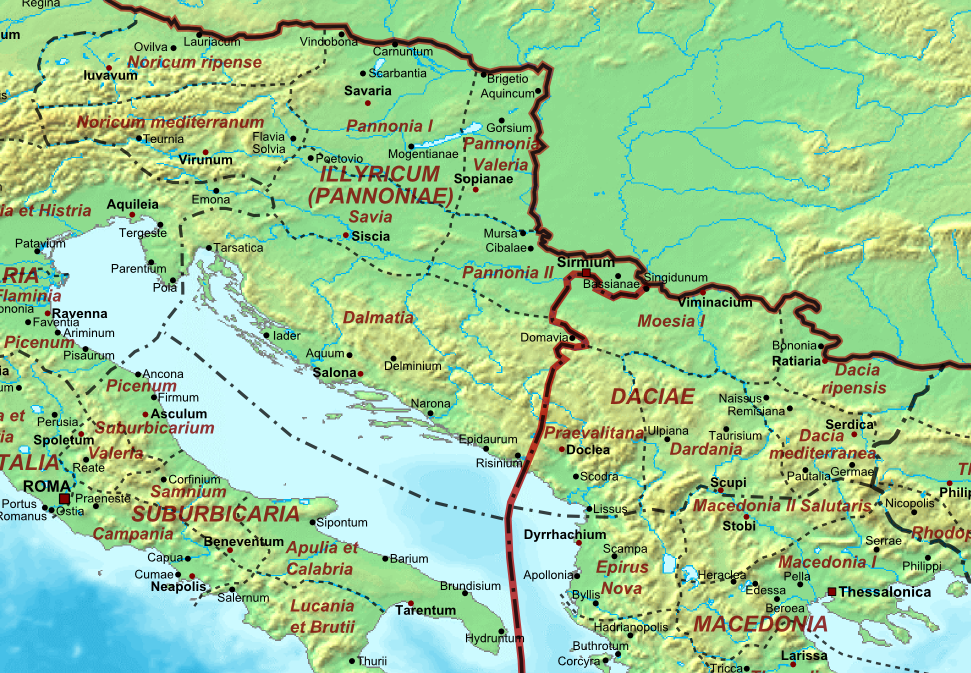
Diecezje i prowincje rzymskie w Ilirii ok. 400 n.e.

Prefektura Ilirii (łac. Praefectura praetorio per Illyricum) – jedna z czterech wielkich jednostek podziału administracyjnego (prefektur) w Cesarstwie Rzymskim w ostatnim okresie przed podziałem na Cesarstwo zachodniorzymskie i Cesarstwo wschodniorzymskie (Bizantyńskie).
Prefektura utworzona została w ślad za reformami administracyjnymi cesarza Konstantyna I Wielkiego, który ok. 326–328 r. n.e. ustanowił trzystopniową organizację Cesarstwa. prefektury podzielone były na diecezje cywilne, te zaś z kolei na prowincje.
Prefekturę Ilirii założył w roku 347 cesarz Konstans poprzez wydzielenie z Prefektury Italii, Ilirii i Afryki (Praefectura praetorio Italiae, Illyrici et Africae).
Pierwszym prefektem Illyricum (w latach 347–352) był Vulcacius Rufinus, konsul rzymski w roku 347, następnie prefekt Galii (353–354).
Prefektury Ilirii i Italii, wraz z pozostałymi dwiema prefekturami, Prefekturą Galii (Praefectura praetorio Galiarum) i Prefekturą Orientu (Praefectura praetorio Orientis), tworzyły strukturę, która nawiązywała do idei organizacji Cesarstwa i systemu rządów w ramach tetrarchii wprowadzanej przez cesarza Dioklecjana od roku 286.

## Zasięg terytorialny
W ciągu IV wieku Prefektura Ilirii miała zmienny zasięg terytorialny, a przejściowo (361–374) została likwidowana. Reaktywowana przez cesarza Gracjana w latach 375–379 składała się z: 
- Illyricum orientale – diecezje cywilne: 
  - Diecezja Dacji – Dioecesis Daciae
  - Diecezja Macedonii – Dioecesis Macedoniae
- Illyricum occidentale – diecezje cywilne:
  - Diecezja Panonii – Dioecesis Pannoniarum

Po 379 r. Illyricum occidentale jako Diecezja Iliria Dioecesis Illyricum została włączona ponownie do prefektury Italii, zaś obie diecezje Illyricum orientale zostały bezpośrednio podporządkowane cesarzowi rezydującemu wówczas w Tesalonice. W latach 384–387 diecezje Illyricum orientale ponownie znalazły się w prefekturze Italii, 388–391 stanowiły osobną prefekturę, 392–395 ponownie podporządkowane Italii.
Po podziale cesarstwa wraz ze śmiercią Teodozjusza I Wielkiego w roku 395 wschodnie tereny prefektury Ilirii weszły w skład Cesarstwa wschodniorzymskiego i składały się z następujących diecezji i prowincji: 

- Diecezja Macedonii (Dioecesis Macedoniae) – prowincje:
  - Achaja
  - Epirus nova
  - Epirus vetus
  - Kreta
  - Macedonia
  - Tesalia
- Diecezja Dacji (Dioecesis Daciae) – prowincje:
  - Moesia Prima
  - Dacia Ripensis
  - Dacia Mediterranea
  - Dardania
  - Praevalitana

## Główne ośrodki
W różnych okresach istotnymi ośrodkami administracyjnymi Prefektury Ilirii były Sirmium (współcześnie Sremska Mitrovica) oraz założona przez cesarza Justyniana I Wielkiego Iustiniana Prima.

## Likwidacja prefektury
W związku z najazdami plemion, w tym Słowian, kolejne terytoria prefektury przestawały znajdować się pod kontrolą rzymską (bizantyńską). W VII wieku pod władzą cesarstwa pozostawały jedynie fragmenty Tracji z Konstantynopolem i Tesaloniką. W I połowie IX wieku prefektury i diecezje ostatecznie zostały zastąpione przez nową jednostkę – tem.